# Radar o niskim prawdopodobieństwie wykrycia
Radar o niskim prawdopodobieństwie wykrycia – (ang. Low probability of intercept – LPI) jest rodzajem radaru skonstruowanego z założeniem utrudnienia wykrycia jego emisji przez pasywne odbiorniki na samolotach i na powierzchni. Radary LPI znajdują największe zastosowanie w samolotach taktycznych, w tym zwłaszcza w samolotach o obniżonej wykrywalności, celem zmniejszenia ryzyka wykrycia ich własnej emisji radarowej.
Niskie prawdopodobieństwo wykrycia uzyskuje się przez zastosowanie niskiej mocy szczytowej i średniej, szerokiego pasma oraz zmienności częstotliwości i modulacji. Przykładowo, zastosowany w samolotach F-35 radar LPI AN/APG-81, celem utrudnienia wykrycia emisji, zmienia częstotliwość nadawanego sygnału kilka tysięcy razy na sekundę.